# یوشوکو

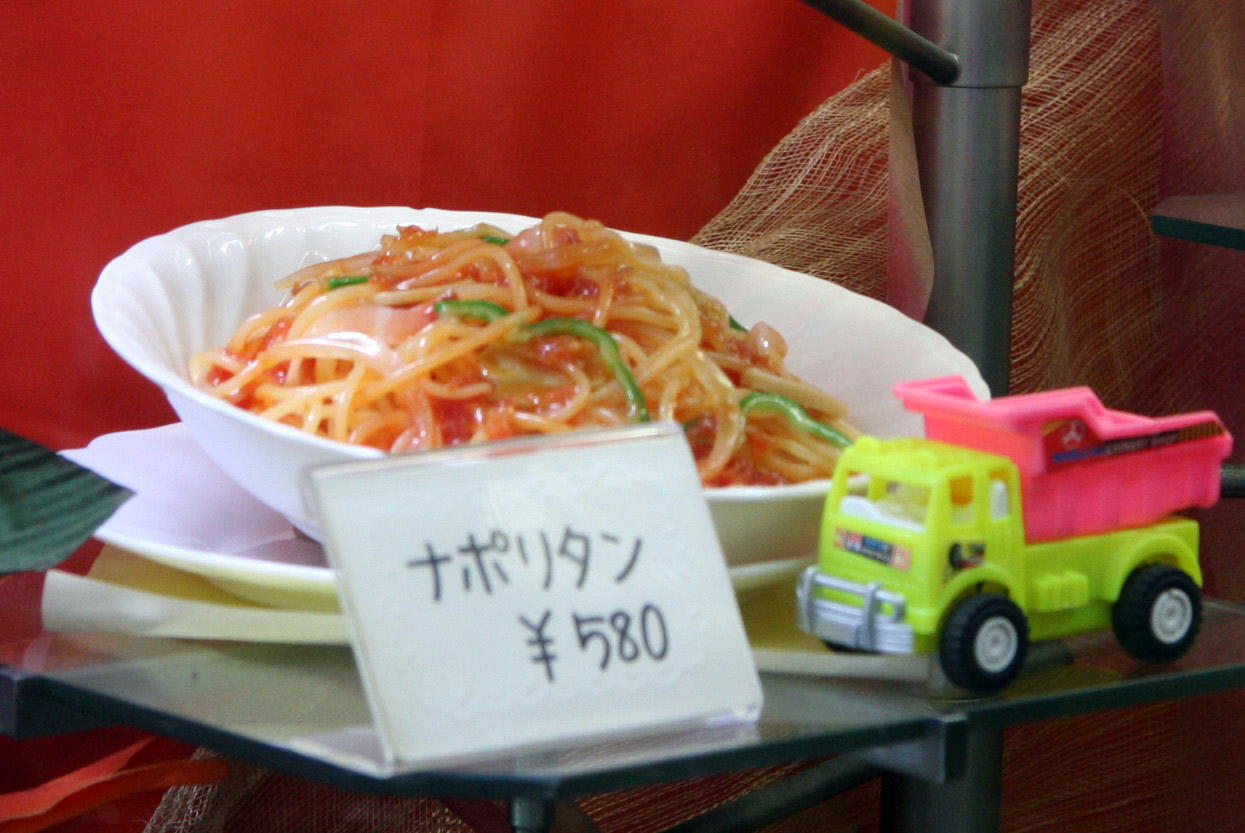
مدل ماکارونی ناپولیتن در پشت شیشه رستوران، نام غذا با کاتاکانا نوشته شده‌است.

یوشوکو با غذاهای غربی (به ژاپنی: 洋食 Yōshoku) یک نوع سبک غذا آشپزی ژاپنی است. طرز تهیهٔ این نوع غذاها متأثر از غذاهای غربی است  یا به عبارت دیگر غذاهای غربی‌ای هستند که به صورت ژاپنی درآمده‌اند. تلفظ نام این غذاها به صورت غربی است و با کاتاکانا نوشته می‌شوند. یوشکو واژه ای است که برای افتراق گذاشتن این نوع غذاها ای غذاهای سنتی ژاپن یا واشوکو به وجود آمده‌است.
یوشوکو در اواخر دوره ادو یا دوره باکوماتسو (۱۸۶۷–۱۸۵۳) و  دوران میجی (۱۹۱۲–۱۸۶۷) و تحت تأثیر توسط غربیانی که به ژاپن وارد می‌شدند، به‌خصوص اتباع انگلیس پا به عرضهٔ فرهنگ غذایی ژاپن گذاشت. همچنین ملوانان نیروی دریایی ژاپن تحت تأثیر از ملوانان نیروی دریایی انگلیس  یوشوکو یا غذاهای غربی را پذیرفته و به فهرست غذاهای خود افزودند. در سال ۱۸۶۳ میلادی اولین رستوران به سبک غربی در ژاپن افتتاح شد.

## غذاهای یوشوکو
- املت
- ام‌رایس
- کاره‌رایس
- کاتسورتسو یا کتلت
- کوروکه
- اسپاگتی
- استیک
- هایاشی‌رایس
- فرای
- مونیئر
- همبرگر
- شیچو
- رول‌کبتسو
- گراتان
- پیراف
- دوریا
- فرای‌چیکن